# الأمتعة المسموح بها

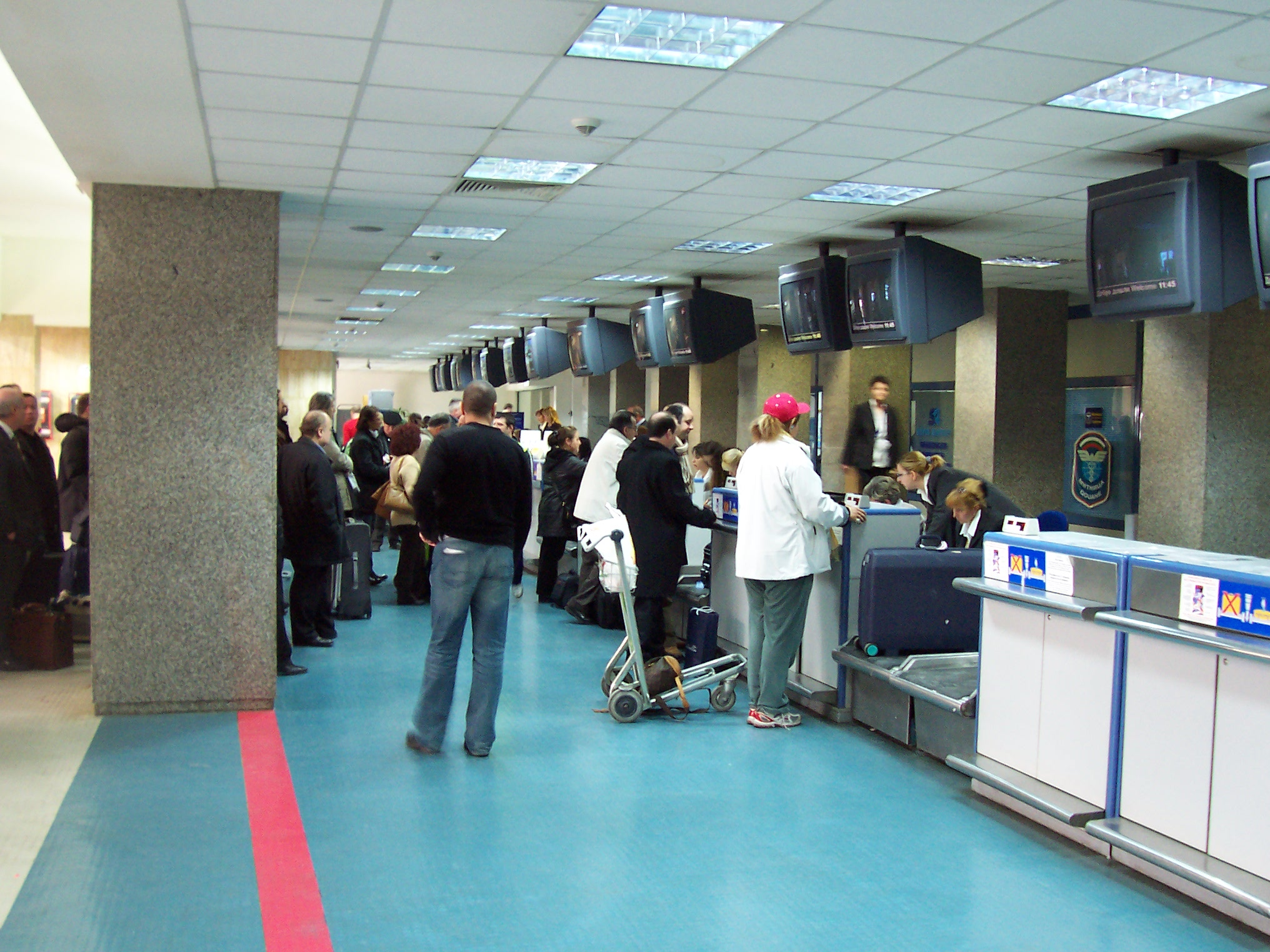
يتم وزن الأمتعة عند تسجيل وصول الركاب في المطار

في النقل التجاري، غالبًا مع شركات الطيران، الحد المسموح به للأمتعة هو مقدار الأمتعة المسجلة أو الأمتعة المحمولة التي ستسمح بها الشركة لكل راكب. قد تكون هناك قيود على وزن وحجم المسموح به مجانًا، وحدود صارمة على الوزن والحجم المسموح به.
تختلف الحدود لكل شركة طيران وتعتمد على درجة السفر وحالة النخبة ونوع التذكرة ومدينة المغادرة والوجهة. إذا تم حجز رحلة مع رحلة أخرى، فقد يكون لها أيضًا حدود مختلفة (على سبيل المثال، إذا كانت رحلة أخرى على نفس التذكرة رحلة طويلة المدى). يتم ذكر الشروط الدقيقة للأمتعة في معلومات التذكرة عبر الإنترنت.

## أنواع الأمتعة
على متن الطائرة، هناك نوعان من الأمتعة يتم التعامل معها بشكل مختلف: الأمتعة المسجلة وأمتعة اليد / الأمتعة المحمولة. لكلا النوعين، لدى شركات النقل قواعد بشأن الوزن والحجم.
بالنسبة للأمتعة المسجلة والمخزنة في عنبر شحن الطائرة، عادة ما يكون الوزن هو العامل المحدد. يتم وزن جميع العناصر التي تم فحصها بشكل عام من قبل شركة الطيران أثناء تسجيل الوصول، وإذا تجاوزت الحد المسموح به، يتم إبلاغ الراكب من قبل شركة الطيران. لتجنب أي رسوم، يتعين على المسافر في كثير من الأحيان تبديل بعض العناصر الموجودة في الحقيبة إلى حقيبة أخرى، أو حملها.
يتم الحكم على الأمتعة المحمولة بشكل أساسي من خلال الحجم. تقاس الأكياس بالأبعاد أو بالقياس الخطي الكلي (الطول + العرض + الارتفاع). ومع ذلك، قد تكون هناك أيضًا قيود أخرى على أنواع الأمتعة التي يمكن حملها على متن الطائرة.

## اتحاد النقل الجوي الدولي
أصدر الاتحاد الدولي للنقل الجوي (IATA) توصيات بشأن القيود على الأمتعة المسجلة وأمتعة اليد. تلتزم بعض الشركات بهذه التوصيات، والبعض الآخر يلتزم بها جزئيًا والبعض الآخر لا يلتزم بها على الإطلاق.
التوصيات الخاصة بالأمتعة المسجلة هي: الحد الأقصى للوزن 23 كغم (50.71 رطل)، الحد الأقصى للوزن 32 كغم (70.55 رطل)، ينصح بالحجم الأقصى 158 سم (62.2 بوصة) الطول + العرض + الارتفاع، الحد 203 سم (حوالي 80 بوصة). حد 23 كغم موجود بسبب قيود مماثلة في لوائح الصحة والسلامة.
نظرًا للاختلاف الواسع في حدود الأمتعة اليدوية / المحمولة، أصدر اتحاد النقل الجوي الدولي في عام 2015 توصية بحجم الحقائب المخصصة للأمتعة المحمولة / المحمولة باليد. تنص هذه على أن الحقائب يجب أن يكون حجمها الأقصى بطول 55 سم (21.65 بوصة)، وعرض 35 سم (13.78 بوصة) وعمق 20 سم (7.87 بوصة). إذا كانت تفي بهذه المتطلبات، فقد تحمل الحقيبة شعار ("IATA cabin OK"). هذا الحد أضيق من معظم حدود شركات الطيران الحالية، لذا يُسمح عمليًا بالحقائب التي تحمل هذا الشعار في كل مكان.

## المفاهيم القياسية
هناك مفهومان لحدود وزن الأمتعة قيد الاستخدام.

### مفهوم القطعة
اعتاد مفهوم القطعة أن يكون قابلاً للتطبيق فقط للمسافرين من وإلى الأمريكتين. منذ 1 أغسطس 2019، تبنت الخطوط الجوية الفيتنامية (IATA Area 3) مفهوم القطعة. بموجب مفهوم القطعة، يُسمح للمسافرين بتسجيل عدد معين من الحقائب التي يصل وزن كل حقيبة فيها إلى 23 كجم للدرجة السياحية، وما يصل إلى 32 كجم في درجة رجال الأعمال أو الدرجة الأولى. يختلف الوزن المسموح به لكل حقيبة وعدد الحقائب لكل شركة طيران ويعتمد على الفئة وحالة النخبة ونوع التذكرة ومصدر الرحلة والوجهة.

### مفهوم الوزن
بموجب مفهوم الوزن، يُسمح لكل مسافر بتسجيل الوزن الإجمالي بغض النظر عن عدد الحقائب. في كثير من الأحيان يمكن للمسافرين معًا الجمع بين أوزانهم المسموح بها. يختلف الوزن الإجمالي لكل شركة طيران ويعتمد على الدرجة وحالة النخبة ونوع التذكرة ومدينة المغادرة والوجهة.

### تجميع الأمتعة
أثناء المغادرة في المطار، يُعرف تجميع جميع الأمتعة المصاحبة للمسافرين الذين سيتم تسجيل وصولهم معًا وفحص تلك الأمتعة باسم راكب واحد باسم تجميع الأمتعة.

## مصاريف
كانت رسوم الأمتعة في الولايات المتحدة هي المعيار للعديد من شركات الطيران ومن المتوقع أن يستمر هذا الاتجاه مع بدء العديد من الرحلات عبر المحيط الأطلسي في تحصيل رسوم للتذاكر الأقل تكلفة. عادة، يتم تضمين رسوم الأمتعة في سعر التذكرة. عادةً ما تنص مواقع شركات الطيران المختلفة صراحةً على سياسة رسوم الأمتعة وحدود الأمتعة الخاصة بها. تقول شركة استشارات السفر «آيدياووركس» (IdeaWorks)، يأن الرسوم المتوقعة ستصبح هي القاعدة بحلول نهاية عام 2019 وما بعد ذلك على مستوى العالم.
أبلغت أكبر 23 شركة طيران في الولايات المتحدة عن ربح 4.6 مليار دولار من رسوم الأمتعة في عام 2017.

## روابط خارجية
- قائمة TSA للعناصر المسموح بها والمحظورة